# LIFE (Fujifabric單曲)
《LIFE》是日本搖滾樂團Fujifabric的總計第15張單曲。2014年2月12日由Sony Music Associated Records發行。

## 概要
《LIFE》是樂團Fujifabric自從上一張單曲《Small World》以來，相隔1年發行的最新單曲。也是自從首張專輯《FAB STEP》以來相隔4個月發行的單曲。該單曲是Fujifabric首次以3名組員進行錄製，作詞、作曲全由Fujifabric主唱山內總一郎負責。同名表題曲曾被富士電視台電視動畫《銀之匙 Silver Spoon》選為第2期片頭主題曲使用。
販售形式有初回生產限定盤、期間生産限定盤共兩種。初回生產限定盤的CD收錄內容是2013年11月23日在展演會場Zepp舉辦「FUJIFABRIC LIVE TOUR 2013 “FAB STEP”」演唱會所唱的歌曲，總計有8首。
至於期間生產限定盤有收錄同名電視動畫片頭主題曲的電視播出長度版，封面則選用同名電視動畫的主要角色作封面。

## 收錄歌曲
所有歌曲由山內總一郎作詞、作曲，Fujifabric編曲。
1. LIFE
  - 富士電視台電視動畫《銀之匙 Silver Spoon》第2期片頭主題曲
  - 歌曲的PV是在東京都港區西麻布的酒吧[1]，並以「思春期的槍擊戰」作主題進行拍攝[2]。根據Fujifabric成員金澤的說法，影片中進行槍戰用的是真槍實彈，因此有事先得到了警方的許可[1]。
2. Surrender
3. LIFE (backing track)
4. LIFE (TV edit)
  - 電視動畫播出長度版，僅在期間生產限定盤收錄。

## CD（僅初回盤）
1. FAB STEP OP
  - 作曲：金澤
2. Flash Dance（日语：FAB STEP）
3. Hello（日语：MUSIC (フジファブリックのアルバム)）
4. Mystery Tour（日语：FAB STEP）
5. Passion Fruits（日语：パッション・フルーツ (フジファブリックの曲)）
6. Drop（日语：STAR (フジファブリックのアルバム)）
7. バタアシParty Night（日语：FAB STEP）
8. Dance 2000（日语：アラカルト (アルバム)）

## 腳註

### 來源
1. 1 2  來自2014年9月2日配信「 ～ALBUM直前『LIFE』生搾SP～」的音樂解說。
2. ↑  . YouTube. 2014-01-21  [2017-03-11]. （原始内容存档于2019-11-06） （日语）.